# Promontory

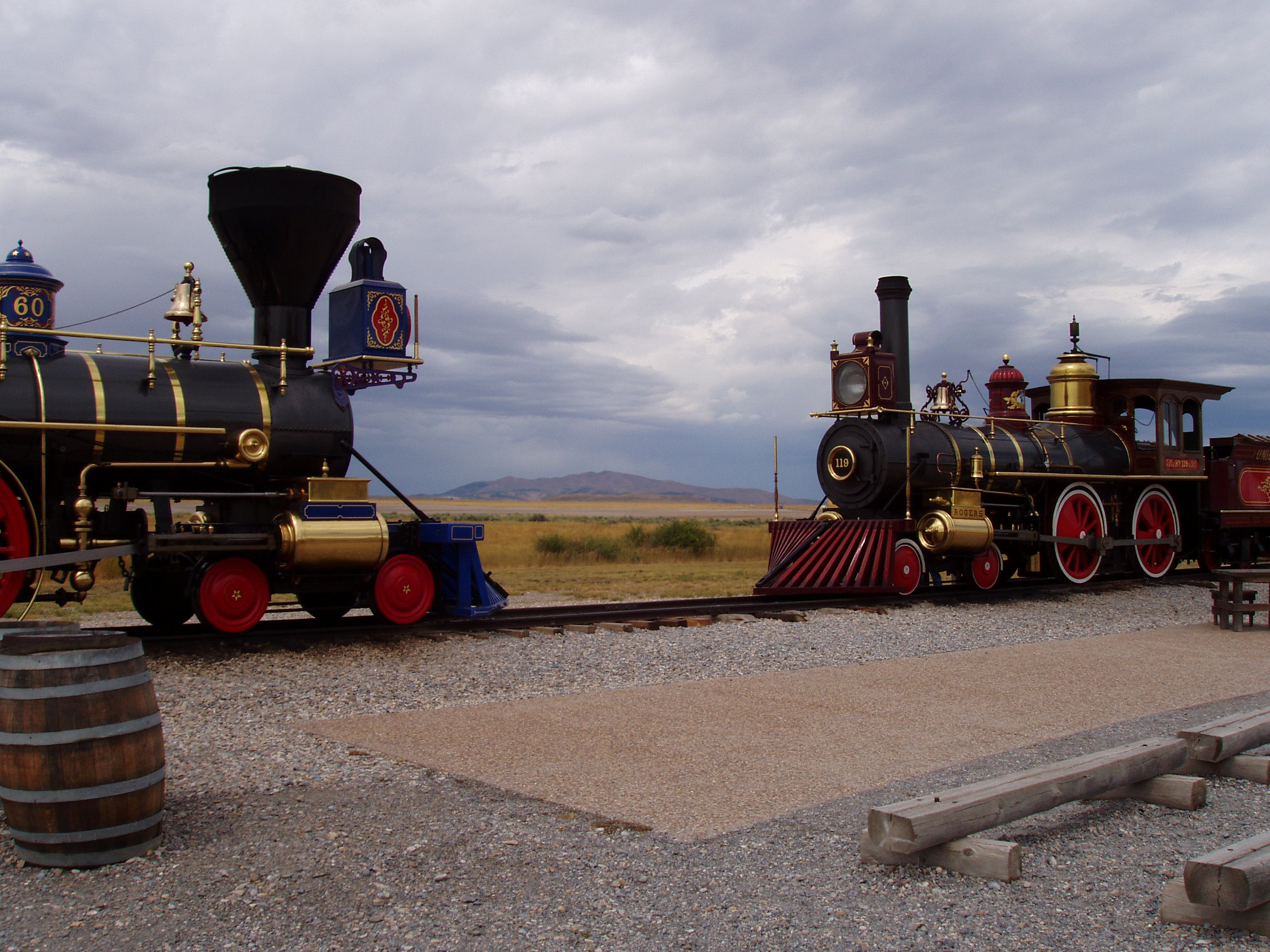
Golden Spike National Historic Site 2005

Promontory är en plats i Box Elder County, Utah, USA. Platsen ligger norr om Great Salt Lake  107 km nordväst om Salt Lake City. 
Promontory är platsen där den första transamerikanska järnvägen blev komplett den 10 maj 1869. Den sista, ceremoniella, spiken som slogs i var gjord av guld, Golden Spike. Vid platsen finns ett monument, Golden Spike National Historic Site.